# نباض الشراع

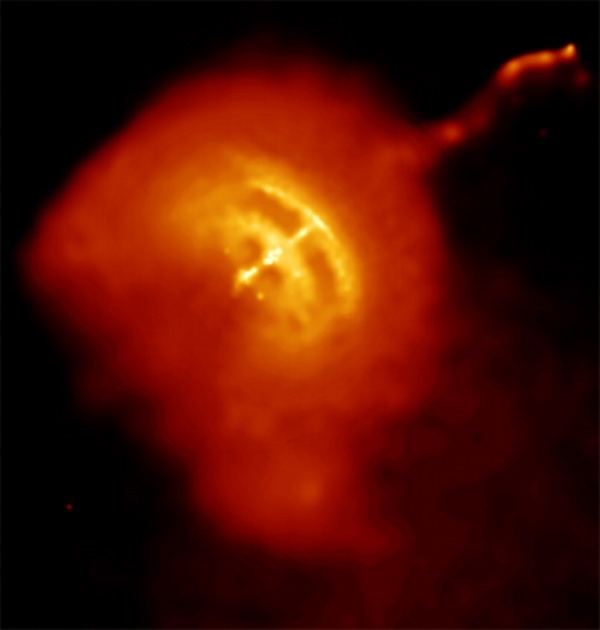
النباض فيلا ويرى في الوسط, ويحيط به موجة تصادمية من بلازما ، كما تنطلق منه نفاثتان.

نباض فيلا أو إس بي آر B0833-45  (بالإنجليزية:PSR B0833-45 أو Vela-Pulsar ) هو نجم نباض يرى في كوكبة الشراع. اكتشف هذا النباض في عام 1968 . وفي عام 1977 صنف بأنه أحد النجوم النباضة القليلية التي ترى أيضا في نطاق الضوء المرئي، وأنه بقية من مستعر أعظم . يبعد النباض فيلا عنا نحو 815 سنة ضوئية ، أي أنه ينتمي إلى مجرتنا - مجرة درب التبانة - التي يقدر قطرها القرصي الشكل بنحو 100.000 سنة ضوئية. .
نشأ النباض فيلا من مستعر أعظم فيلا ؛ وهو مستعر أعظم قريب منا يقدر العلماء بأن المستعر الأعظم قد انفجر قبل نحو 50.000 سنة . النجم النباض يدور حول نفسه بسرعة رهيبة تفوق الخيال حيث يتم دورى ه في 89 ملي ثانية ، ويقل زمن دورته بمعدل 10,7 نانو ثانية كل يوم . ومنها أمكن تعيين عمره بأنه نشأ قبل نحو 11.000 سنة فقط.

دورات اصدار النباض لأشعة غاما : صور التقطها مرصد فيرمي الفضائي لأشعة غاما.

النباض فيلا يصدر ضوءا مرئيا كما يصدر أشعة راديوية (ميكروويف) ؛ وعلاوة على ذلك فهو يعتبر من أشد مصادر أشعة جاما في السماء. ويعادل ما يصدر منه من طيف ما يصدره طيف جسم أسود حراري ، حيث تعادل درجة حرارته ما بين 600.000 إلى 1.000.000 كلفن (درجة مئوية تقريبا).
يبعد كل من النباض فيلا والنجم النباض الآخر جيمينغا Geminga عن الأرض بنحو 800 سنة ضوئية ؛ وعلى ذلك فهما يعتبران أقرب النباضات إلى الأرض.
من صفات النجم النباض بصفة عامة أنه ينطلق منه شعاعين شديدي الكثافة ينطلق أحدهما في عكس انطلاق الشعاع الآخر. وعندما يدور النجم حول محوره فإن الشعاعين يدوران بالتالي في الفضاء ويصلان بمعدل سريع إلى الأرض - مثلها في ذلك مثل ضوء الفنار الذي يرشد السفن في البحار لتدخل الميناء بسلام. إلا أن شعاع النباض لا يحتوي فقط على ضوء مرئي وأشعة راديوية بل أيضا أشعة غاما الشديدة النفاذية. ولهذا يسمى العلماء النباض جمينغا كاختصار لكلمتي جيمينى وغاما .

## اقرأ أيضا
- نباض
- نباض التوأم
- مستعر أعظم
- نباض مزدوج 1913+16
- علم الفلك للأشعة السينية